# 체와어
체와어(Chewa, 체와어: Chichewa 치체와) 또는 냔자어(Chinyanja)는 말라위 남부와 주변 지역에서 쓰이는 반투계 언어의 하나로, 말라위의 공용어이며 체와족의 모어이다. 1968년 말라위 정부가 언어의 공식 명칭을 "냔자어"에서 "체와어"로 변경했는데, 이 언어가 쓰이는 잠비아 측에서는 여전히 "냔자어"라는 명칭이 더 흔히 사용되고 있다. 2007년 기준 약 7백만 명의 화자가 있다.